# Heze
Heze, tidigare romaniserat Hotseh, är en stad på prefekturnivå i Shandong-provinsen i Folkrepubliken Kina. Den ligger omkring 200 kilometer sydväst  om provinshuvudstaden Jinan.
Staden hette tidigare Caozhou eller Tsaochow 曹州 och namnet på Cao härad, som lyder under Heze, går tillbaka till Hezes tidigare namn.

## Historia
Under Qingdynastin var dåvarande Caozhou ett svårkontrollerat gränsområde mellan Shandong och Henan-provinserna, där olika hemliga sällskap ofta hade stort inflytande. Den 1 november 1897 mördades två tyska missionärer i Juye härad ("Juye-incidenten"), vilket gav Tyskland en förevändning att ockupera Jiaozhou längre österut i provinsen.

## Ekonomi
Heze är den mest betydande regionen för odling av pioner, Kinas nationalblomma, och 30 procent av ortens inkomster kommer från denna näring. Pionen har också fått ge namn åt Hezes enda urbana distrikt, Mudan, vilket betyder pion på kinesiska.

## Administrativ indelning
Prefekturen är indelad i ett stadsdistrikt för den egentliga staden Heze och åtta härad för prefekturens lantliga delar:
- Stadsdistriktet Mudan (牡丹区);
- Häradet Dingtao (定陶县);
- Häradet Cao (曹县);
- Häradet Chengwu (成武县) - tillhörde tidigare Huxi;
- Häradet Shan (单县) - tillhörde tidigare Huxi;
- Häradet Juye (巨野县) -tillhörde tidigare Huxi;
- Häradet Yuncheng (郓城县);
- Häradet Juancheng (鄄城县);
- Häradet Dongming (东明县).

## Klimat
Genomsnittlig årsnederbörd är 726 millimeter. Den regnigaste månaden är juli, med i genomsnitt 208 mm nederbörd, och den torraste är januari, med 4 mm nederbörd.